# 克拉玛依 (电影)
《克拉瑪依》是一部2010年由中國導演徐辛执導的關於1994年克拉瑪依大火的紀錄片，它是一部大型黑白片。

## 参展和获奖
- 2010年，第34届香港国际电影节，“人道奖”纪录片竞赛单元入选。[2]
- 2010年，Asia Pacific Screen Awards（英语：Asia Pacific Screen Awards）最佳纪录片长片提名。[3][4]
- 2010年，第63届洛迦诺电影节，青年评审团奖（国际竞赛单元）获奖，金豹奖提名，费比西奖特别表彰，普世评审团特别表彰，唐吉诃德奖特别表彰。[5][6]
- 2010年，温哥华国际电影节入选。[7]
- 2010年，莫斯科“二合一”国际当代电影节参展（非放映，以特殊装置的形式呈现）。[8][9]
- 2011年，纽约现代艺术博物馆MoMA纪录片之夜展映。[10]
- 2011年，法国真实电影节（英语：Cinéma du Réel）展映。[11]

## 外部連結
- 克拉瑪依在第34屆香港國際電影節
- 互联网电影数据库（IMDb）上《克拉瑪依》的资料（英文）
- 克拉瑪依-时光网资料库
- 克拉玛依正版观看链接：